# Michael Schneider (Fußballspieler)
Michael Schneider (* 16. März 1964) ist ein ehemaliger deutscher Fußballspieler. Für den FC Karl-Marx-Stadt und Energie Cottbus spielte er in der DDR-Oberliga, der höchsten Spielklasse des DDR-Fußball-Verbandes.

## Sportliche Laufbahn
Als ausgebildeter Instandhaltungsmechaniker kam Schneider im Mai 1984 von der Armeesportgemeinschaft Vorwärts Kamenz, bei der er während seines Wehrdienstes bei der Nationalen Volksarmee in der zweitklassigen DDR-Liga als Stürmer Fußball spielen konnte, zum DDR-Ligisten Aktivist Schwarze Pumpe. Dort bestritt er bis zum Dezember 1985 39 von 51 ausgetragenen Punktspielen und erzielte dabei zehn Tore.
Zur Rückrunde der Saison 1985/86 wechselte der 1,77 Meter große Schneider zum FC Karl-Marx-Stadt in die Oberliga. Dort waren mit Mario Neuhäuser und Sven Köhler zwei Mittelfeldspieler ausgefallen und Schneider übernahm sofort diese Position, auf der er bis zum Saisonende elf Punktspiele bestritt. Mit seinen vier Toren behielt er seine bisherige Torgefährlichkeit bei. 1986/87 kam er auf 18 Oberligaeinsätze und wurde nun überwiegend als Stürmer eingesetzt, kam aber noch auf zwei Punktspieltreffer. In der Spielzeit 1987/88 fiel er während der ganzen Hinrunde aus und kam danach auch nur noch in vier Begegnungen als Mittelfeldspieler zum Einsatz. Nach 33 Oberligaspielen mit sechs Torerfolgen innerhalb von drei Spielzeiten schied Schneider im Sommer 1988 beim FC Karl-Marx-Stadt aus.
Mit Beginn der Saison 1988/89 wechselte Schneider zum Oberligaaufsteiger Energie Cottbus. Innerhalb von drei Spielzeiten kam er nur in 41 Punktspielen zum Einsatz, erzielte vier Tore. In den Spielzeiten 1988/89 und 1990/91 wurde er jeweils nur in der Rückrunde aufgeboten. Insgesamt nur zehnmal spielte er die vollen 90 Minuten. 1991 stieg Cottbus nach Eingliederung in den DFB-Spielbetrieb in die drittklassige Amateur-Oberliga ab, wo Schneider noch bis zum Ende der Saison 1991/92 insgesamt 26 Punktspiele mit sechs Torerfolgen bestritt.
Mitte der 1980er-Jahre gehörte Schneider zum Kader der DDR-Olympiaauswahl. Er bestritt jedoch nur ein Testspiel im September 1986 gegen Finnland zur Vorbereitung auf die Qualifikationsspiele für Olympia 1988, in deren Verlauf die DDR als Gruppenzweiter scheiterte.